# Hormospira
Hormospira é um gênero de gastrópodes pertencente a família Pseudomelatomidae.

## Espécies
- Hormospira maculosa (Sowerby I, 1834)